# 朱迪-乔伊·戴维斯
朱迪-乔伊·戴维斯（英語：Judy-Joy Davies，1928年6月5日—2016年3月27日），澳大利亚女子游泳运动员。她曾代表澳大利亚参加1948年和1952年夏季奥林匹克运动会游泳比赛，其中1948年奥运会获得一枚铜牌。